# Вашингтон (округ, Род-Айленд)
Вашингтон (англ. Washington County) — округ, расположенный в штате Род-Айленд, США. Образован в 1729 году. К 2010 году население округа Вашингтон составило 126 979 человек. Как и все прочие округа Род-Айленда, Вашингтон не имеет правительственных функций. Все эти функции были переданы властям штата и городов.

## История
Южные территории штата Род-Айленд, которые сейчас входят в состав округа Вашингтон, являлись объектом спора нескольких колоний. В 1650-х на территории предъявляли требования английская колония Массачусетского залива, колонии Коннектикут и Род-Айленд. В 1664 году королевский комитет Карла II приступил к разрешению спора вокруг земель так называемого «округа Наррагансет» (земель, принадлежавших Наррагансеттам. Комитет отклонил требования колонии Массачусетского залива и спорные территории перешли под контроль колонии Род-Айленд до окончания рассмотрения претензий Коннектикута, которые рассматривались вплоть до 1726 года.

## География

Штат Род-Айленд

Вашингтон является крупнейшим округом штата, и самым маленьким из крупнейших для своего штата округов США. Согласно данным Бюро переписи населения США округ имеет площадь 1 458 квадратных километров, из которой 862 км² — площадь суши и 596 км² — площадь водных территорий (водные территории занимают 40,87 % площади округа).

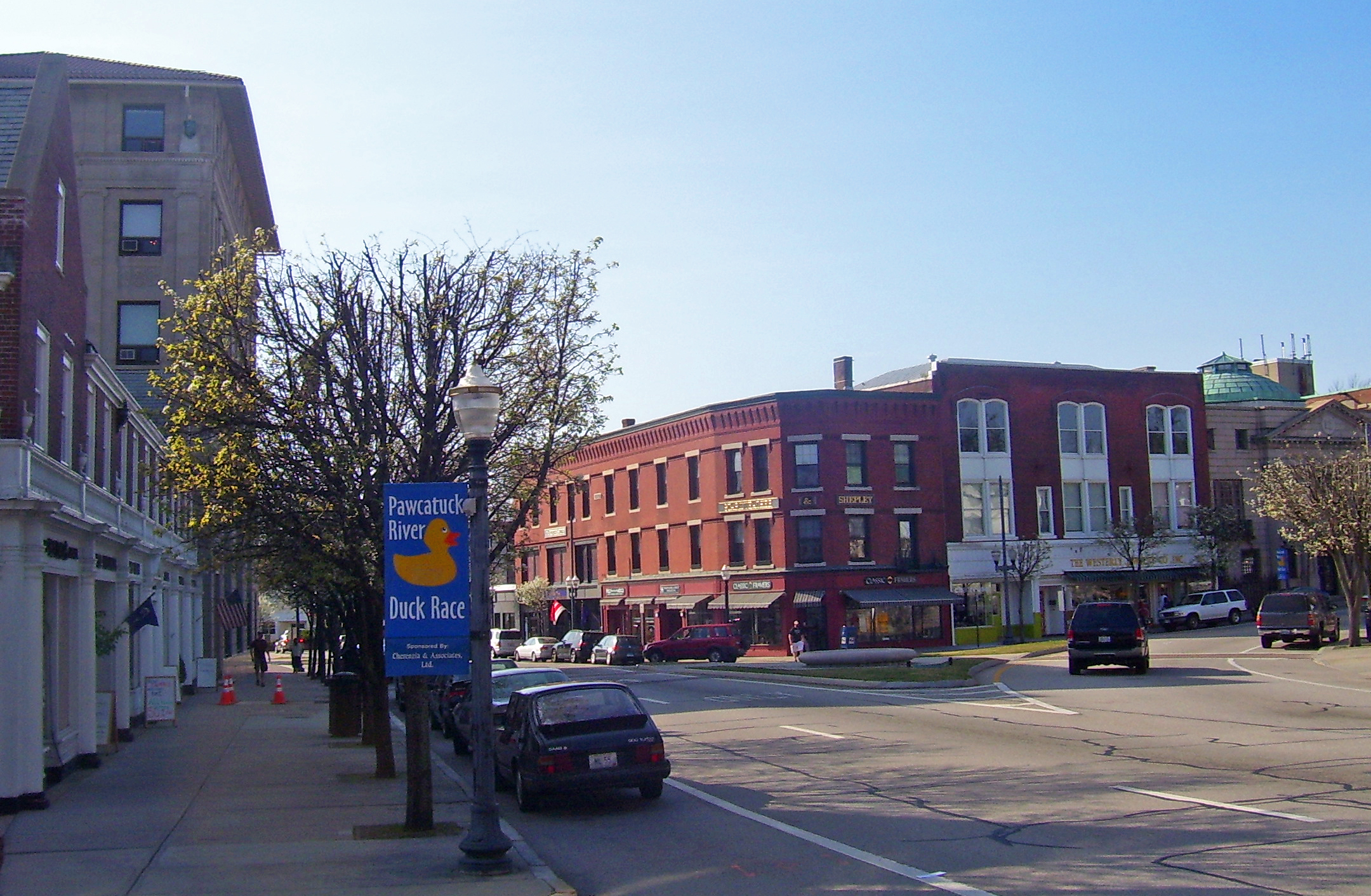
Уэстерли (Род-Айленд)

Рельеф местности более плоский около побережья и более холмистый в глубине территорий. Наиболее возвышенная точка представляет собой крупную территорию с высотой 171 метр над уровнем моря, расположенную недалеко от города Эксетер. Наиболее низкая точка совпадает с уровнем моря.

## Демография
По данным переписи 2000 года на территории округа проживают 123,546 человек (32,037 семей). Плотность населения составляет 143 человек на кв. км. На территории штата расположены 56,816 жилищных единиц (66 единиц на кв. км). Расово-этнический состав: 94,82 % белых, 0,92 % негров и афроамериканцев, 0,93 % индейцев, 1,50 % азиатов, 0,02 % выходцев с островов Тихого океана, 0,46 % представители других наций и 1,35 % смешанное население. Выходцы из Латинской Америки составляют 1,44 %; 19,2 % составляют выходцы из Италии, 18,5 % — из Ирландии, 6,7 % — из Франции, 5,8 % — из Германии, 14,7 % — из Англии. Английский язык является первым для 92,8 % населения, для 1,8 % — испанский, для 1,6 % — итальянский.